# Abe Tetsuya
Tetsuya Abe (sinh ngày 24 tháng 6 năm 1983) là một cầu thủ bóng đá người Nhật Bản.

## Sự nghiệp câu lạc bộ
Tetsuya Abe đã từng chơi cho Consadole Sapporo.